# Контрподготовка
Контрподготовка — совокупность заранее подготовленных, спланированных и реализуемых в сжатые сроки массированных огневых ударов по главной ударной группировке противника, которая изготовилась к наступлению.
Контрподготовка осуществляется ракетно-артиллерийскими войсками, авиацией, а на приморских направлениях — силами военно-морского флота в целях ослабления наступательных возможностей противника и срыва его первого удара, она является составной частью мероприятий по огневому поражению в обороне и в зависимости от действий противника планируется заранее в виде нескольких вариантов. Её особенности и длительность определяются боевой задачей, количеством целей и объектов противника, состава привлекаемых сил и средств и выделенного количества боеприпасов.